# Estel Valeanu
Estelle Valeanu (hebräisch אסטל ולאנו; * 1. August 1999 in Ramat Gan) ist eine israelische Leichtathletin, die sich auf den Diskuswurf spezialisiert hat.

## Sportliche Laufbahn
Erste Erfahrungen auf Wettkämpfen internationaler Ebene sammelte Estelle Valeanu beim Europäischen Olympischen Jugendfestival 2015 in der georgischen Hauptstadt Tiflis. Dort schied sie im Kugelstoßen und im Diskuswurf in der Qualifikation aus. Ein Jahr später schied sie bei den erstmals ausgetragenen U18-Europameisterschaften ebendort im Diskuswurf ebenfalls mit 41,43 m in der Qualifikation aus. 2017 nahm sie an den U20-Europameisterschaften in Grosseto teil und belegte dort mit 49,74 Metern den siebten Platz. Im Jahr darauf gewann sie bei den U23-Mittelmeermeisterschaften in Jesolo mit einem Wurf auf 51,26 m die Bronzemedaille hinter der Italienerin Daisy Osakue und Kristina Rakočević aus Montenegro. Anschließend schied sie bei den U20-Weltmeisterschaften in Tampere mit 51,46 m in der Vorrunde aus und gewann dann mit 51,46 m die Bronzemedaille bei den Balkan-Meisterschaften in Stara Sagora. 2019 klassierte sie sich bei den U23-Europameisterschaften im schwedischen Gävle mit 49,92 m auf dem neunten Platz und 2021 wurde sie bei den Balkan-Meisterschaften in Smederevo mit 54,36 m Vierte, ehe sie bei den U23-Europameisterschaften in Tallinn mit 49,25 m auf Rang elf gelangte. Daraufhin begann sie ein Studium an der Harvard University in den Vereinigten Staaten. Im Jahr darauf belegte sie bei den Balkan-Meisterschaften in Craiova mit 51,54 m den fünften Platz. 2023 wurde sie bei der 3. Liga der Team-Europameisterschaft im Rahmen der Europaspiele in Chorzów mit 15,21 m Dritte im Kugelstoßen und siegte im Diskuswurf mit 57,17 m. Anschließend gewann sie bei den Balkan-Meisterschaften in Kraljevo mit 52,91 m die Bronzemedaille im Diskuswurf hinter der Türkin Özlem Becerek und Lucija Leko aus Kroatien und belegte mit der Kugel mit 13,99 m den sechsten Platz. 
In den Jahren 2015 sowie von 2017 bis 2023 wurde Valeanu israelische Meisterin im Diskuswurf sowie von 2020 bis 2023 auch im Kugelstoßen.

## Persönliche Bestleistungen
- Kugelstoßen: 16,01 m, 22. April 2023 in Baton Rouge
- Diskuswurf: 58,25 m, 10. Juni 2023 in Austin